# Genyomyrus donnyi
Genyomyrus donnyi är en fiskart som beskrevs av Boulenger, 1898. Genyomyrus donnyi ingår i släktet Genyomyrus och familjen Mormyridae. IUCN kategoriserar arten globalt som livskraftig. Inga underarter finns listade i Catalogue of Life.